# BBF Dillingen
BBF Dillingen ist ein 1960 gegründeter Basketballverein aus Dillingen/Saar. Die BBF („Basketball Freunde“) treten seit der Saison 2014/15 in einer Spielgemeinschaft mit der DJK Saarlouis/Roden Abtl. Basketball an, die sich SG Saarlouis/Dillingen Basketball nennt. Die größten Erfolge des Vereins waren die Teilnahmen an der Spielrunde der 2. Basketball-Bundesliga 1983/84 und 1990/91. Aktuell ist man wieder in der 2. Bundesliga vertreten. Die 1. Damenmannschaft „Saarlouis/Dillingen Diamonds“ spielt in der 2. DBBL Süd. Der erste Vorsitzende ist Rouven Behnke.

## Geschichte

### Anfänge und 1960er Jahre
Nachdem ab etwa 1955 französische Sportlehrer den Dillinger Schülern den Basketballsport näher gebracht hatten, schlossen sich im Jahr 1959 einige Spieler zunächst in einer Abteilung des VFB Dillingen zusammen. Nach dem Zustrom weiterer Spieler wurden dann im Jahr 1960 unter Vorsitz von Paul Braun die BBF Dillingen gegründet. Im Jahr 1964 wurde erstmals eine Damenmannschaft gemeldet. In der Saison 1968/69 schaffte die erste Herrenmannschaft den Aufstieg in die Regionalliga Südwest, und die Mitgliederzahl kletterte erstmals über 100.

### 1970er Jahre
Am 26. April 1970 wurde aus Anlass des 10-jährigen Bestehens der BBF das Endspiel der deutschen Meisterschaft zwischen dem späteren Sieger TUS 04 Leverkusen und dem MTV Gießen in Dillingen ausgetragen. Die über 2000 Zuschauer wurden so Zeugen der ersten von 14 Meisterschaften des Rekordsiegers Leverkusen.
1972 stieg die erste Herrenmannschaft nach vierjähriger Zugehörigkeit aus der Regionalliga Südwest ab (damals die zweithöchste Spielklasse), konnte allerdings im folgenden Jahr für Aufsehen sorgen, als sie im DBB-Pokal erst im Halbfinale dem fünfmaligen Deutschen Meister MTV Gießen unterlag.
Nach einem Generationswechsel folgte in der Saison 1977/78 der Abstieg in die Landesliga Mosel-Saar. Im Anschluss daran folgte eine Neuausrichtung und man verpflichtete als Trainer den 24-jährigen Hermann Paar, welcher das Team zum direkten Wiederaufstieg führte. Er war bis zum Ende Saison 1990/91 Trainer der ersten Herrenmannschaft (bis 1989 als Spielertrainer).

### 1980er Jahre
Zum 20-jährigen Vereinsjubiläum wurde 1980 ein Spiel gegen den Rekordmeister TuS 04 Leverkusen organisiert.
Nach drei Jahren in der Oberliga konnte man zur Saison 1981/82 den Aufstieg in die Regionalliga Mitte realisieren. Kopf der Mannschaft war zu dieser Zeit der junge Markus Jochum, welcher später 62 Spiele für die deutsche Basketballnationalmannschaft absolvierte und in der 1., sowie 2. Liga aktiv war. Nur 2 Jahre später konnte am Ende der Saison 1982/83 mit der Meisterschaft in der Regionalliga Mitte der Aufstieg in die 2. Basketball Bundesliga gefeiert werden.
In der Saison 1983/84 ging damit erstmals eine saarländische Mannschaft in der 2. Bundesliga Herren an den Start. Das Team konnte in der Hauptrunde der Südstaffel allerdings nur zwei Spiele gewinnen und ging so als Tabellenletzter mit 4:32 Punkten in die Abstiegsrunde. Nach einem weiteren Sieg beendete man die Saison dann auf Platz 10 und stieg wieder in die Regionalliga Südwest ab. Markus Jochum verließ daraufhin das Team und man musste im darauffolgenden Jahr den Gang in die Oberliga antreten. Dort schaffte man nach zweijähriger Zugehörigkeit den erneuten Aufstieg in die Regionalliga Mitte am Ende der Saison 1986/87. Nach 1983 fand auch 1988 ein 6-Länderturnier für Jugendnationalmannschaften in Dillingen statt, welches über 3000 Zuschauer anlockte.
Nach einer erfolgreichen Saison 1989/90 schaffte man zum wiederholten Male den Aufstieg in die 2. Basketball-Bundesliga.

### Konsolidierung in den 90ern
Nachdem man in der Hauptrunde der Saison 1990/91 lediglich zwei von 22 Spielen gewinnen konnte, wurden in der Abstiegsrunde immerhin noch zwei weitere Siege eingefahren. Dies reichte allerdings wieder nicht zum Klassenerhalt. Nachdem Hermann Paar den Verein Richtung Saarlouis verlassen hatte, entschied man sich aus personellen und wirtschaftlichen Gründen, einen Neuanfang in der Oberliga zu starten und das Spielrecht für die Regionalliga nicht wahrzunehmen. Der Albaner Maksim Peja wurde als neuer Trainer verpflichtet und man konnte einige Platzierungen im oberen Mittelfeld der Oberliga, sowie im Jahr 1992/93 den vorerst letzten Saarlandpokalsieg erreichen, ehe man nach der Saison 1996/97 in die Landesliga Saar abstieg.
Am Ende der Saison 1999/2000 konnte man sich zum Ende des Jahrzehnts mit der Meisterschaft in der Landesliga Saar den Wiederaufstieg in die Oberliga sichern.

### Fokus auf die Jugendarbeit in den Nullerjahren
Nach 3 Jahren in der Ober- und 3 Jahren in der Landesliga musste die BBF Dillingen nach der Saison 2005/06 den Abstieg in die Verbandsliga hinnehmen, konnte allerdings den direkten Wiederaufstieg sichern. Zu diesem Zeitpunkt war mit Dominic Dörr wieder einmal ein junger Trainer für die Herren und Jugendteams verantwortlich. Durch seine kontinuierliche Arbeit und sein Engagement als Auswahltrainer konnte eine Vielzahl von qualifizierten Jugendspielern ausgebildet und gewonnen werden und man konnte im Jugendbereich wieder in die saarländische Spitze vorstoßen.

### Jugend forscht und Zusammenschluss zur SG Saarlouis/Dillingen Basketball
Durch den Zusammenbruch des TV Saarlouis konnten 2010 eine Vielzahl junger, talentierter Spieler gewonnen werden, die direkt im 2. Jahr gemeinsam mit dem bestehenden Stamm an Spielern die Meisterschaft in der Landesliga Saar erringen konnten. Das Team, welches in der Saison 2012/13 dann in der Oberliga an den Start ging, war zwar sehr talentiert (2 spätere Pro B Spieler (Edgar Schwarz und Alexander Diederich), 1 späterer Pro A Spieler (Christoph Rupp), 1 späterer BBL Spieler (Eric Leonhardt)), allerdings mit nur 2 Spielern über 20 und 4 Spielern unter 18 Jahren auch extrem jung. Trotz eines hervorragenden 10. Platzes, musste man den Abstieg verkraften, da in diesem Jahr durch Rückzüge höherklassiger Teama gleich 4 Mannschaften aus der Oberliga abstiegen.
In der Saison 2013/14 wurde erstmals in Zusammenarbeit mit der DJK Saarlouis/Roden eine Jugendleistungsmannschaft im Spielbetrieb in Luxemburg installiert.
Nach der Saison 2013/14 und einem Mittelfeldplatz in der Landesliga verließ Dominic Dörr die BBF Dillingen, um beim renommierten Basketballinternat der Urspringschule den nächsten Schritt in seiner Trainerkarriere zu gehen.
Daraufhin schloss man sich im Sommer 2014 mit der DJK Saarlouis/Roden Abtl. Basketball zur SG Saarlouis/Dillingen Basketball zusammen. Die SG wurde auf Anhieb zum größten saarländischen Basketballverein und stellt seit der Saison 2016/17 mit den Regionalligaherren („SUNKINGS“), sowie einer 2. Herrenmannschaft in der Oberliga gleich 2 überregionale und das höchstspielende saarländische Herren-Team. Die Damen („DIAMONDS“) stiegen zudem mit dem Gewinn der Meisterschaft in der Oberliga 2017/18 in die Regionalliga Südwest auf. Auch im Damenbereich spielt die 2. Mannschaft in der Oberliga und damit überregional.

### Damenbasketball in Dillingen
2014/15 begann die neue Generation des Damenbasketballs unter der Leitung des Trainers Rouven Behnke. In der Saison 2018/19 gelang den 1. Damen („Diamonds“) der Aufstieg von der Regionalliga in die 2. Damen-Basketball-Bundesliga (2. DBBL). Bis heute ist Behnke federführend im Damenbereich. Die Liga konnte auch für die kommende Saison gehalten werden. In der Saison 2023/24 konnte man mit den Damen den bisher größten Erfolg der Vereinsgeschichte einfahren. Im deutschen Pokalwettbewerb (DBBL-Pokal) zogen die Diamonds nach Siegen gegen Würzburg, Mainz und Bielefeld ins Pokalviertelfinale ein und scheiterte ganz knapp am Einzug ins Final-Four. Auch in der Saison 2024/25 konnte man sich wieder für das DBBL-Pokalviertelfinale qualifizieren. Mit Siegen gegen Würzburg, Bamberg und Stuttgart stand man nun im zweiten Jahr in Folge im Pokalviertelfinale. Gegner war der vermeintlich größte Name des Deutschen Basketballs ALBA Berlin. Wie bereits im Vorjahr musste man sich aber dem Erstligisten geschlagen geben.

### Diamonds für Deutschland – Coaches und Spielerinnen im Einsatz für die deutschen Nationalteams
In der Saison 2024/25 wurden zwei Jugendspielerinnen der Dillingen Diamonds für die Deutsche Nationamlannschaft ihres Alters nominiert: Amaya Castillo durfte am PFT-Finalcamp während der Eurobasket der Frauen in Hamburg teilnehmen. Catharina Schlechter wurdezum Nordic Cup in Finnland eingeladen. Hier ist sie Teil der Deutschen U15-Nationalmannschaft.
Headcoach der Diamonds Rouven Behnke war im Sommer 2025 als Assistant Coach der Deutschen U18-Nationalmannschaft aktiv. Bei der B-Europameisterschaft in Alytus/Litauen erreichte man das vorgegebene Ziel des Aufstiegs in die A-Gruppe bravourös mit einem Sieg gegen Kroatien im Halbfinale. Im Finale unterlag man dem zukünftgen Europameister Schweden, die man vorher in der Gruppe noch schlagen konnte, mit 69:77. Behnke konnte somit seine erste Europameisterschaft mit einer Silbermedaille krönen.

## Bekannte ehemalige Spieler
- Klaus Ney (deutsche Juniorennationalmannschaft 1960er Jahre)[10]
- Gerd Ney (B-Nationalmannschaft 60er Jahre)[10]
- Peter Lichtenauer (B-Nationalmannschaft 1960er Jahre)[10]
- Markus Jochum (A-Nationalmannschaft 1986–1992; BG Ludwigsburg (BBL) 1987–1996; USC Heidelberg (BBL/2. Bundesliga) 1984–1987 und 1996–2000)
- Christian Neuber
- Christoph Rupp (USC Heidelberg (Pro A) 2013–2017)[23]
- Eric Leonhardt (TBB Trier (BBL) 2014/15)[24]
- Edgar Schwarz (Saarlouis (Pro B) 2015/16)[25]
- Matthias Meier (Speyer (Pro B) 2014–2016)[26]
- Alexander Diederich (Saarlouis (Pro B) 2015/16)[27]
- Kira Barra (Juniorinnennationalmannschaft U16 + U18 + U20; University of Maine (NCAA) 2017–2020 ; BC Marburg (DBBL) 2016/17; Bender Baskets Grünberg (2. Bundesliga) 2013–2017, Saarlouis Royals 2021)[28][29]
- Helena Eckerle (Juniorinnennationalmannschaft U18 und 3x3; Saarlouis Royals 2016–2018)[30][31]